# Eudyptes
Az Eudyptes a madarak (Aves) osztályának pingvinalakúak (Sphenisciformes) rendjébe, ezen belül a pingvinfélék (Spheniscidae) családjába és a Spheniscinae alcsaládjába tartozó nem.

## Tudnivalók
Az ide tartozó pingvinfajok fejükön jellegzetes bóbitát viselnek.

## Kifejlődésük

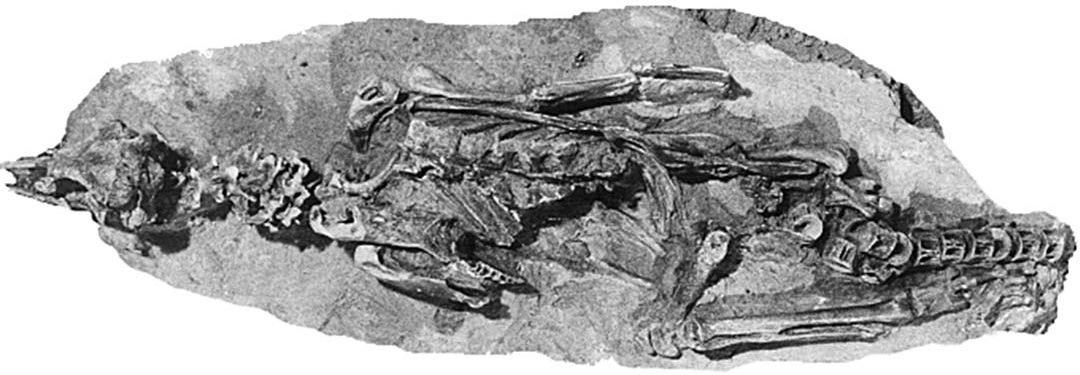
A Madrynornis kövülete

A sejtmag- és a mitokondriális DNS-vizsgálatok alapján az Eudyptes madárnem, körülbelül 15 millió éve, azaz a középső miocénben vált le a többi pingvinek főágáról, illetve a legközelebbi rokonától, a sárgaszemű pingvintől (Megadyptes antipodes). A különböző Eudyptes-fajok pedig a miocén vége felé, körülbelül 8 millió évvel ezelőtt alakultak ki.
A fosszilis pingvinek közül az úgynevezett Madrynornist tekintik a legközelebbi rokonuknak. A késő miocén kori rétegben fedezték fel, és 10 millió évesnek becsülik. A két madárnem, körülbelül 12 millió éve válhatott szét. Mivel az Eudyptes-Megadyptes pingvinnemeknél a sárga fejdísztollak leszármazási alapon öröklött, nagy valószínűséggel, hogy a Madrynornisnak is megvoltak e kellékek.

## Rendszerezés
Ebbe a madárnembe tartozó fajok pontos száma még nem ismert; rendszerezőtől és forrástól függően 4-7 között mozog. Manapság 6 élő fajt ismernek el, korábban ötöt, de az aranytollú pingvinből kivonták az Eudyptes moseleyit. Továbbá a Royal-pingvint egyesek a bóbitás pingvin egyik színváltozatának vélik; ezt alátámasztja az is, hogy igen közeli rokonai egymásnak. A snares-szigeti pingvint és a koronás pingvint néha egy fajként kezelik.
A nembe az alábbi 8 élő faj és 1 kihalt faj tartozik (az élők között bizonytalan helyzetűek is vannak):
- aranytollú pingvin vagy sziklaugró pingvin (Eudyptes chrysocome) (J.R.Forster, 1781)[4]
  - Eudyptes chrysocome filholi Hutton, 1878[5][6] - habár genetikailag különböző, még mindig az aranytollú pingvin alfajának tekintik
- bóbitás pingvin vagy makarónipingvin (Eudyptes chrysolophus) (Brandt, 1837)[7]
- Eudyptes moseleyi (Mathews & Iredale, 1921)[8] - korábban az aranytollú pingvin alfajának vélték
- fjordlandi pingvin vagy szélescsőrű pingvin (Eudyptes pachyrhynchus) G. R. Gray, 1845[9]
- snares-szigeti pingvin vagy horgascsőrű pingvin (Eudyptes robustus) Oliver, 1953[10]
- koronás pingvin (Eudyptes sclateri) Buller, 1888[11]
- Royal-pingvin (Eudyptes schlegeli) Finsch, 1876[12] - egyesek a bóbitás pingvin színváltozatának tekintik
- †Chatham-szigeteki pingvin (Eudyptes warhami) - csak szubfosszilis maradvány csontok alapján ismert; meglehet, hogy a 19. században halt ki. 1867 és 1872 között talán egy példányát fogságban tartották.[13] A kevéske adatok szerint úgy tűnik, hogy önálló faj volt, keskeny, karcsú és alacsonyan ülő csőrrel.[14]

## Képek az élő fajokról

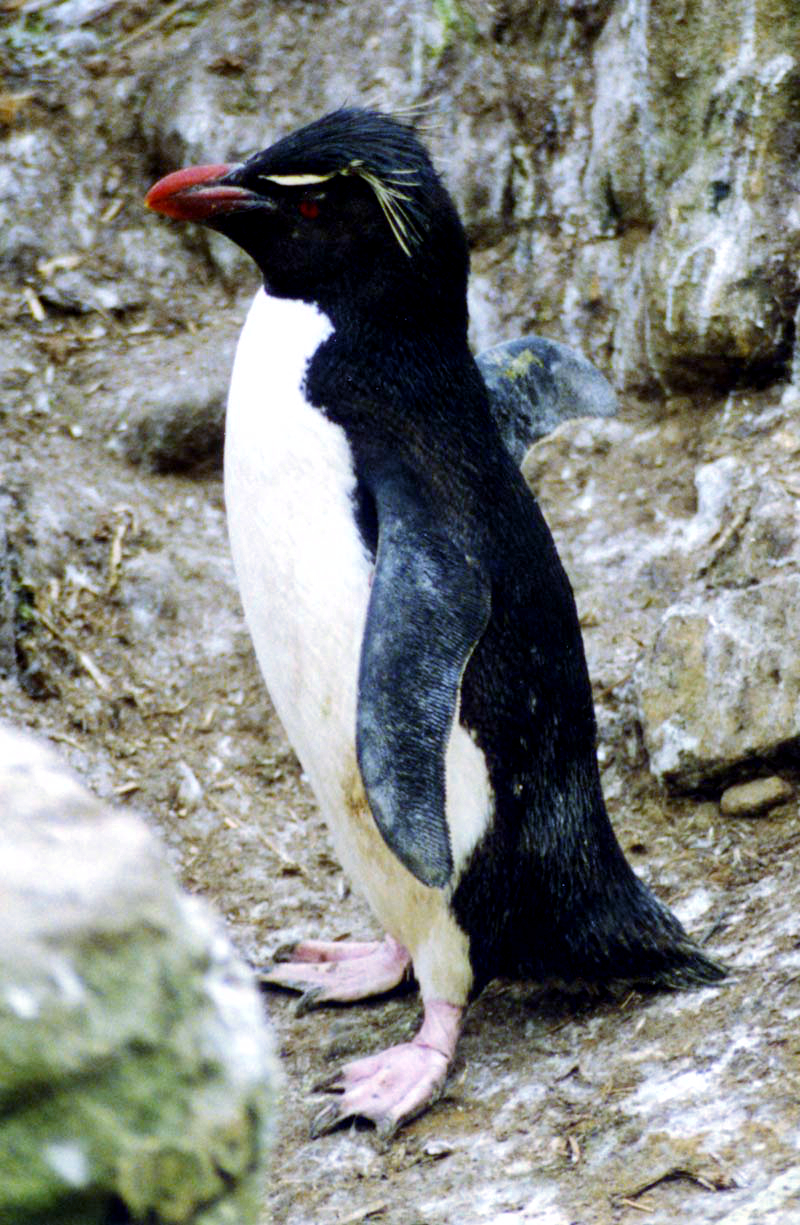
Eudyptes chrysocome
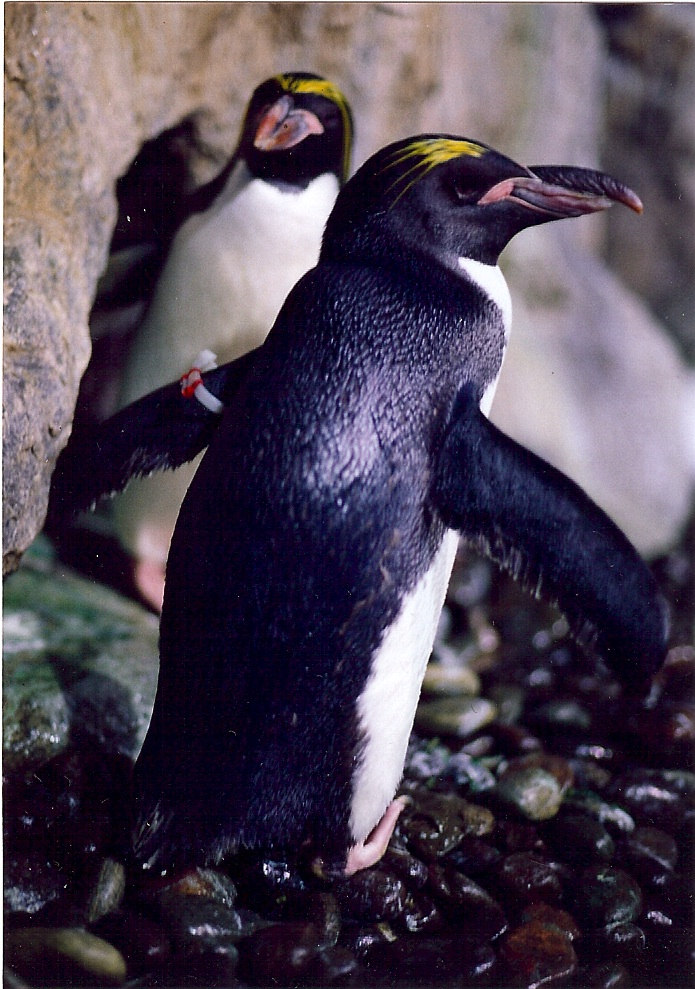
Eudyptes chrysolophus
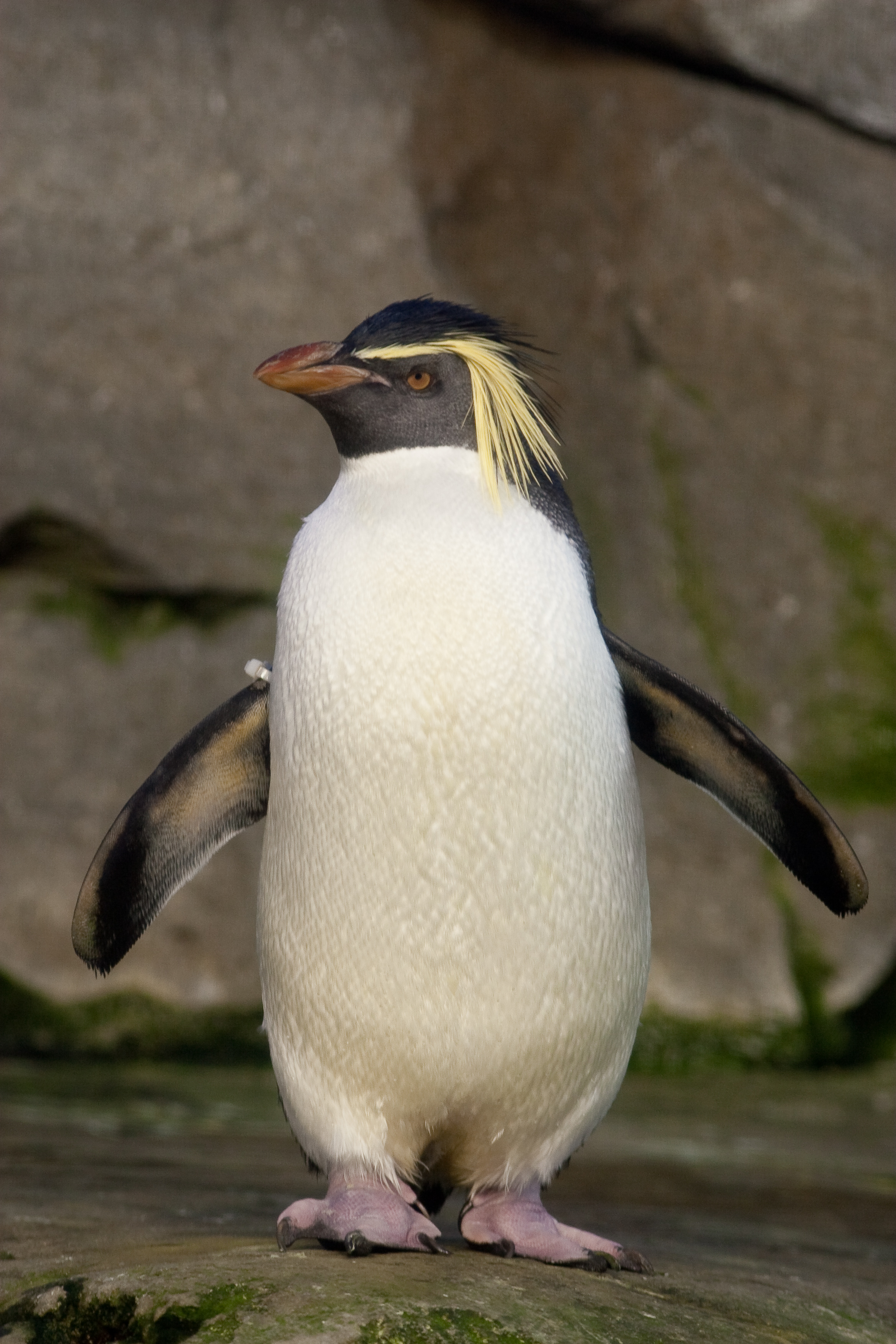
Eudyptes moseleyi
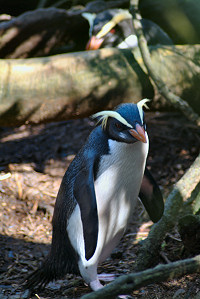
Eudyptes pachyrhynchus
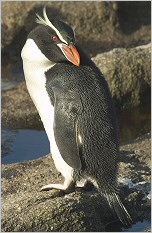
Eudyptes robustus
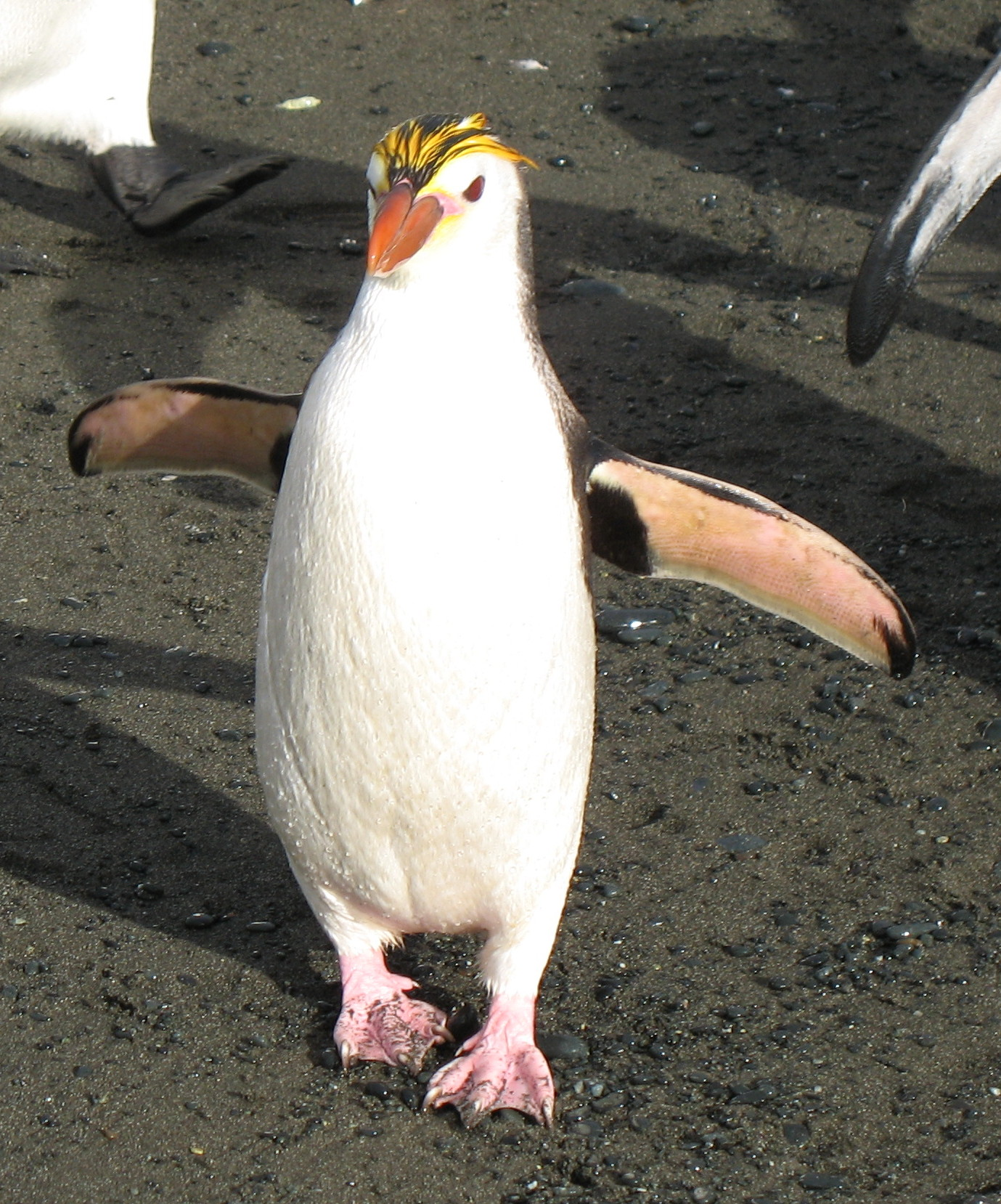
Eudyptes schlegeli

### Fordítás
- Ez a szócikk részben vagy egészben  a   Crested penguin című angol Wikipédia-szócikk ezen változatának fordításán alapul.  Az eredeti cikk szerkesztőit annak laptörténete sorolja fel. Ez a jelzés csupán a megfogalmazás eredetét és a szerzői jogokat jelzi, nem szolgál a cikkben szereplő információk forrásmegjelöléseként.